# Antão Gonçalves de Faria
Antão Gonçalves de Faria (São Sepé, 17 de janeiro de 1854 — Porto Alegre, 4 de fevereiro de 1936) foi um militar, jornalista, engenheiro e político brasileiro.

## Vida
Filho de Matheus Gonçalves de Faria e Umbelina Maria do Carmo Gonçalves de Faria, estudou no Colégio Gomes, em Porto Alegre e no Colégio Marinho, no Rio de Janeiro. Depois ingressou na Escola Naval, mas abandonou a carreira, ingressando na Escola Central do Brasil, no Rio, onde formou-se em Engenharia Civil, em 1877. Retornando para o Rio Grande do Sul, estabeleceu-se em Caçapava.
Jornalista, foi um dos fundadores do jornal A Federação, em 1884, jornal do Partido Republicano Riograndense. Também lançou, em 21 de outubro de 1884 o jornal O Rio Grande, diário político de Porto Alegre. Foi membro da diretoria da Sociedade Partenon Literário.
Nomeado superintendente das Obras Públicas, no governo do marechal José Antônio Correia da Câmara, três meses depois de sua posse o governador renunciou e foi substituído pelo general Júlio Anacleto Falcão da Frota, que nomeou 1º vice governador a Júlio Prates de Castilhos e 2º vice governador ao próprio Antão de Faria.
Em 15 de setembro de 1891 foi eleito deputado à Assembleia Constituinte, pelo Rio Grande do Sul, onde presidiu a Comissão de Viação e Obras Públicas.
Nomeado pelo presidente Floriano Peixoto para o Ministério da Agricultura e Viação, em 23 de novembro de 1891, onde permaneceu até 22 de junho de 1892, tendo sido ministro interino da fazenda de 23 a 26 de novembro de 1891 e de 31 de dezembro de 1891 a 10 de janeiro de 1892.
Terminado seu mandato, retornou ao Rio Grande do Sul, onde tomou parte da Revolução Federalista, contra o governo, tendo sido perseguido e forçado a exilar-se na Argentina. Retornou de Buenos Aires em 1894, tendo abandonado a política.